# Špadići
 Špadići  ( olaszul: Spada) Poreč városrésze, egykor önálló falu Horvátországban Isztria megyében.

## Fekvése
Az Isztriai-félsziget nyugati részén, Poreč központjától 1 km-re északra, a tengerparton fekszik. Itt haladnak el a  városból északra kivezető főutak.

## Története
A falunak 1880-ban 30, 1910-ben 129 lakosa volt. Az első világháború után a rapallói szerződés értelmében Isztria az Olasz Királysághoz került. 1943-ban az olasz kapitulációt követően német megszállás alá került, mely 1945-ig tartott. A második világháború után a párizsi békeszerződés értelmében Jugoszlávia része lett. Jugoszlávia felbomlása után 1991-ben a független Horvátország része lett. Lakosságát 2001-óta Poreč városához számítják. Lakói főként a vendéglátásból, turizmusból élnek.

## Lakosság
| Lakosság változása | Lakosság változása | Lakosság változása | Lakosság változása | Lakosság változása | Lakosság változása | Lakosság változása | Lakosság változása | Lakosság változása | Lakosság változása | Lakosság változása | Lakosság változása | Lakosság változása | Lakosság változása | Lakosság változása | Lakosság változása |
| ------------------ | ------------------ | ------------------ | ------------------ | ------------------ | ------------------ | ------------------ | ------------------ | ------------------ | ------------------ | ------------------ | ------------------ | ------------------ | ------------------ | ------------------ | ------------------ |
| 1857               | 1869               | 1880               | 1890               | 1900               | 1910               | 1921               | 1931               | 1948               | 1953               | 1961               | 1971               | 1981               | 1991               | 2001               | 2011               |
| 0                  | 0                  | 30                 | 74                 | 77                 | 129                | 0                  | 0                  | 152                | 119                | 110                | 183                | 567                | 1030               | 0                  | 0                  |